# Neoeuxesta guamana
Neoeuxesta guamana är en tvåvingeart som beskrevs av Steyskal 1952. Neoeuxesta guamana ingår i släktet Neoeuxesta och familjen fläckflugor.
Artens utbredningsområde är Guam. Inga underarter finns listade i Catalogue of Life.